# ジェイソン・ジェンキンス
ジェイソン・ジェンキンス（Jason Jenkins、1995年12月2日 - ）は、ユナイテッド・ラグビー・チャンピオンシップ、シャークスに所属するラグビー選手。

## プロフィール
- 南アフリカ・プレトリア出身。
- ポジションはロック(LO)。
- 身長 203cm、体重 125kg
- 南アフリカ代表キャップは1（2020年10月現在）。
- U20南アフリカ代表に選ばれたことがある。
- 南アフリカA代表に選ばれたことがある[1]。
- 世界選抜に選ばれたことがある[2]。

## 略歴
セントアルバンズカレッジ、ブルー・ブルズ、ブルズを経て、2017年、トヨタ自動車ヴェルブリッツ(現・トヨタヴェルブリッツ)に加入。同年8月18日に行われたジャパンラグビートップリーグ第1節のヤマハ発動機ジュビロ戦に先発出場で日本での公式戦初出場を果たす。
2021年、トヨタヴェルブリッツ退団後、マンスターを経て、2022年、レンスターに加入。
2024年、シャークスに加入。